# Корона на императрица Анна Ивановна
Короната на императрица Анна Ивановна е част от новите императорски регалии на Руската империя. Направена е от ювелирния майстор-златар Готлиб Вилхелм Данкел през 1730 – 1731 година от злато, сребро, скъпоценни камъни, отливани орнаменти и ювелиран резба. Короната завършва с голям рубин и елмазен кръст. Висока е 31,3 см и има обиколка от 68 см.
След победата на Русия в Северната война с Швеция от 1700 – 1721 година, руския цар Петър I прави реформа и се провъзгласява за император, а държавата за империя. С тези промени са подменени и царските регалии с нови – императорски: корона, държава, скиптър, меч и щит.
В руската хералдика короната на Анна Ивановна уванчава герба на Полското царство.